# Stedmans V&S
Stedmans V&S (of kortweg V&S) is een Canadese warenhuisketen.
Stedmans exploiteert voornamelijk winkels in kleinere steden in Canada. De winkels van de keten zijn tegenwoordig qua omvang en assortiment vergelijkbaar met soortgelijke ketens als Fields, SAAN (inmiddels opgeheven) en The Bargain! Een aantal winkels biedt ook diensten aan zoals fotoafwerking, lamineren, faxen en kopiëren, en stomerij.
De eerste winkel, in Brantford Ontario, begon in 1907 als een kantoorboekhandel. Tijdens de jaren 1950 en 1960 waren er meer dan 1000 Stedmans en aangesloten winkels in Canada. De aangesloten winkels waren zelfstandige winkels die onder verschillende namen opereerden, en inkochten via Stedmans. Tijdens de late jaren 1960 tot de jaren 1970 waren er meerdere "combinatiewinkels" (Stedmans en zijn zusterketen Macleods Hardware) in heel Canada. Sommige winkels hebben anno 2022 nog steeds een restaurant genaamd The Copper Grill.
Van ongeveer de jaren 1960 tot in de jaren 1980 waren er echter ook veel Stedmans-winkels in grotere steden. Die winkels waren qua grootte vergelijkbaar met die van de Kmart- en Woolco-ketens, met een uitgebreid assortiment. Deze vestigingen waren vaak ankerhuurder voor winkelcentra in de voorsteden.

## Eigenaren
- 1962: Stedmans werd gekocht door Gamble-Skogmo van Stedmans Brothers Ltd.
- 1980: CanWest Capital (later CanWest Global) koopt Macleod-Stedmans Ltd.[3]
- 1992: Macleod-Stedmans Inc. werd een coöperatie die eigendom was van Cotter Canada. Later werd deze omgedoopt tot Tru Serv Canada.
- 2011: Tru Serv Canada werd gekocht door Rona, Inc.
- 2014: Tru Serv Canada werd omgedoopt tot Ace Canada[4]
- 2020: Peavey Industries nam Ace Canada over

Anno 2022 zijn de resterende V&S-winkels van Stedman onafhankelijk en is er geen grotere inkoopcombinatie meer.